# ロバート・ダウニー・シニア
ロバート・ダウニー・シニア（Robert Downey Sr., 本名：Robert John Elias Jr.、1936年6月24日 - 2021年7月7日）は、アメリカ合衆国の俳優、映画監督、脚本家。ロバート・ダウニーとも表記される。

## 来歴
ニューヨーク・マンハッタン出身。父方の祖父母はリトアニア出身のユダヤ人であり、母親はハンガリー系ユダヤ人とアイルランドの血を引く。後に継父の姓ダウニーを名乗る。
1960年代から俳優・映画監督として活動、既存の制度や規範、文化に反発する低予算映画を生みだし、ジム・ジャームッシュやポール・トーマス・アンダーソンに影響を与えた。
私生活では3回結婚し、このうち最初の妻だった女優エルシー・フォードとの間に生まれたのが、俳優のロバート・ダウニー・ジュニアである。彼は1970年にシニアが監督した映画Proudに子役として出演している。
2021年7月7日、85歳で死去。数年間パーキンソン病で闘病中だった。

## 主な作品

### 監督
- パトニー・スウォープ Putney Swope (1969) 脚本・製作も[12]
- グリーサーズ・パレス Greaser's Palace (1972) 脚本も
- トワイライト・ゾーン The Twilight Zone (1985-1986) テレビドラマ、3話分
- ぷっつん放送局92 America (1986) 脚本も
- ハリウッド行進曲/私をスタジオに連れてって Rented Lips (1987)
- ヒューゴ・プール Hugo Pool (1997) 脚本も

### 出演
- トワイライト・ゾーン The Twilight Zone (1985) テレビドラマ
- L.A.大捜査線/狼たちの街 To Live and Die in L.A. (1985)
- マトロック Matlock (1987) テレビドラマ
- 殺しのチェイス Moving Target (1988) テレビ映画
- ジョニー・ビー・グッド Johnny Be Good (1988)
- テイルズ・オブ・ザ・シティ Armistead Maupin's Tales of the City (1993) テレビミニシリーズ
- ワイルドボーイズ Hail Caesar (1994)
- 心の指紋 The Sunchaser (1996) 声のみ
- ブギーナイツ Boogie Nights (1997)
- マグノリア Magnolia (1999)
- 天使のくれた時間 The Family Man (2000)
- ペントハウス Tower Heist (2011)
- "Sr.":ロバート・ダウニー・シニアの生涯 Sr. (2022) ドキュメンタリー作品